# Селецкое сельское поселение (Архангельская область)
Селецкое сельское поселение или муниципа́льное образова́ние «Селе́цкое» — упразднённое муниципальное образование со статусом сельского поселения в Холмогорском муниципальном районе Архангельской области России.
Соответствует административно-территориальной единице в Холмогорском районе — Селецкому сельсовету.
Административным центром была деревня Погост.

## География
Сельское поселение находилось на юге Холмогорского района, на берегах рек Емца, Мехреньга и Кода.

## История
Муниципальное образование было образовано в 2006 году.
Законом Архангельской области от 28 мая 2015 года № 290-17-ОЗ, были преобразованы, путём их объединения, муниципальные образования «Селецкое», «Зачачьевское» и «Емецкое» в сельское поселение «Емецкое» с административным центром в селе Емецк.
В 1954 году Плесовский сельский совет был присоединён к Селецкому сельсовету.

## Население
| 2010 | 2011 | 2012 | 2013 | 2014 | 2015 |
| ---- | ---- | ---- | ---- | ---- | ---- |
| 608  | ↘606 | ↗614 | ↗637 | ↘629 | ↘620 |

## Состав поселения
В состав сельского поселения входили:
- Гора
- Закода
- Кривец
- Кудосмина
- Мурги 1-е
- Мякурье
- Печково
- Пешемское
- Погост
- Рипалово
- Тёгра Верхняя
- Тёгра Нижняя
- Тёгра-Осерёдок
- Усть-Мехреньга
- Чуроз-Гора

### Законодательство
- Областной закон «О статусе и границах территорий муниципальных образований в Архангельской области» (текущая редакция от 15.02.2010, возможность просмотра всех промежуточных редакций), (первоначальная редакция от 2004 года)

### История
- Археологические стоянки (Холмогорский район)
- Подчинённые пункты Средьмехреньгского сельсовета Емецкого района // Справочник административного деления Архангельской области в 1939—1945 годах
- Подчинённые пункты Плесовского сельсовета Емецкого района // Справочник административного деления Архангельской области в 1939—1945 годах
- Подчинённые пункты Селецкого сельсовета Емецкого района // Справочник административного деления Архангельской области в 1939—1945 годах

### Карты
- Селецкое поселение на Wikimapia
- Усть-Мехреньга, Сельцо